# Eritrazma
Eritrazma je blaga, kronična in površinska  okužba kože z bakterijo Corynebacterium (Propionibacterium) minutissimum. Zbolevajo večinoma odrasli ljudje, najpogosteje tisti z diabetesom in tisti, ki živijo v tropskih predelih.
Najpogosteje se pojavi na stopalih, kjer se kaže kot površinsko luščenje, pokanje in zmehčanje (maceracija) kože. Pogosto se pojavlja tudi v dimljah in notranji strani stegen, kjer pa se kaže kot nepravilne, a ostro omejene rožnate ali rjavkaste lise z drobnim luščenjem kože. Eritrazma se lahko pojavi tudi v pazduhi, v gubi pod dojkami ali trebušni gubi in presredku, predvsem pri debelejših ženskah srednjih let in pri bolnikih z diabetesom.
Diagnoza se postavi glede na videz spremembe in s pomočjo Woodove svetilke. Pri obsvetljevanju z Woodovo svetilko eritrazma fluorescira s koralno rdečo barvo, po čemer jo lahko ločimo od glivične okužbe. Od glivične okužbe (npr. tinea pedis ali cruris ) pa se loči tudi po tem, da pod mikroskopom v postrganem delu kože ne najdemo hif.
Zdravimo z antibiotiki (eritromicin, tetraciklini ali klindamicin).  Problem so pogoste ponovitve, zato je potrebno tudi preprečevanje z antiseptičnimi mili.